# Ошневие
Ошневие (перс. اشنويه‎, курд. Şino, азерб. İşıqlı или Üşnəviyyə) — город и административный центр шахрестана Ошневие остана Западный Азербайджан в Иране. На 2016 год в городе было насчитано 40 000 человек и 2000 семей.
Город находится в области Курдистан, к западу от озера Урмия, на высоте в 1415 м, недалеко от границ Ирана с Турцией и Ираком. Город окружен горами, что даёт умеренный климат даже летом. В горах есть много источников, что делает воду доступной; благодаря этому, вокруг Ошневие выращивают множество овощей и фруктов. Среди производимых в Ошневие продуктов — яблоки, виноград, свёкла и пшеница.

## История
У Ошневие имеется древняя история. В городе было найдено много мест времен хурритов и Урарту. В ассирийских источниках, Ошневие появляется как Сугинийя, и был атакован Салманасаром III.
В Ошневие уже долгое время живут курды, которые использовали земли вокруг города для ведения скотоводства. Главным языком в городе является курдский, хотя все жители говорят на персидском, как на официальном языке Ирана.
Во время ирано-иракской войны, 2 августа 1988 года, Ирак использовал химические бомбы в некоторых районах Ошневие. Тогда пострадало около 2700 человек.
С 24 по 25 сентября 2022 года, во время протестов, разразившихся после убийства Махсы Амини в Тегеране, по некоторым сообщениям, город был под контролем протестующих, а правоохранительные органы ненадолго из него отступили.